# Панъевропейский национализм
Панъевропейский национализм — политический термин, введённый политическим теоретиком Ханной Арендт в 1954 году, как принцип идеологии национализма, основанный на панъевропейской идентичности. Арендт считала, что чувство панъевропейского национализма могло возникнуть при культивации антиамериканских настроений в Европе.

## История
Количество неофашистских партий, выступающих за европейский национализм, возросло в 1950-х годах. Сэр Освальд Мосли возглавлял британскую неофашистскую политическую организацию под названием «Юнионистское движение» с 1948 по 1973 годы. Партия выступала за объединение и милитаризацию Западной Европы. Политика и идеология Юнионистского движения получила название «Нация Европа».
В мае 1951 года на учредительном съезде в Мальмё была создана панъевропейская партия Европейское социальное движение (ESM) с целью создания неофашистского Интернационала и подготовка к будущим европейским выборам. Однако внутри организации было принципиальное противоречие между Морисом Бардешем, который поддерживал антисоветскую доктрину объединения ультраправых и Рене Бине, который был сторонником Интернационала белой расы. Организация раскололась в конце 1950-х годов из-за будущего колониальных империй, в первую очередь по алжирскому вопросу. На последнем конгрессе ESM в 1958 году австриец Вильгельм Лантиг, говоривший о «белом человеке» и «цветном мире», призвал к «немедленной ликвидации колониальной системы». Это было неприемлемо для Бардеша, который защищал французский Алжир.
Преемницей ESM в 1962 году стала Национальная партия Европы, которая была основана Мосли и лидерами других европейских неофашистских и националистических партий, таких как Немецкая имперская партия, Итальянское социальное движение, французская Молодая Европа, бельгийское Движение гражданского действия.
В своей «Европейской декларации» от 1 марта 1962 года Национальная партия Европы предлагала создание объединённого европейского государства при помощи панъевропейского парламента. Партия призывала к выводу американских и советских войск из Европы. Кроме того, согласно Декларации, совет из трёх равных членов, СССР, США и Европы, должен заменить ООН. Территория европейского государства должна была состоять из всех европейских стран за пределами Советского Союза, включая Британские острова и их заморские владения.

## В настоящее время
В 1990-х годах британский социолог Джерард Деланти посчитал сценарий появления панъевропейских националистических настроений Арендт устаревшим. Он заявил, что нет силы, способной противостоять Европе. Согласно Антону Спикенбринку, национализм был заменён новым постмодернистским мировым порядком. Идея о панъевропейской идентичности была заменена идеей разнообразия культур и идеей общности ценностей.
В 2014 году Рафаель Шлембах описал новый антиамериканский и этноплюралистский вид панъевропейского национализма, который противостоял современному мультикультурализму («Европа для европейцев»). После распада Национальной партии Европы в 1970-х, не появлялось крупных панъевропейских политических организаций, выступавших за учреждение панъевропейского государства. Согласно некоторым исследователям, бывшие панъевропейские националистические партии теперь выступают за этнический федерализм и этноплюрализм. Согласно Дмитрию Альмейду, идеология европейского национализма в 2010-х годах заменилась идеей жёсткого евроскептицизма.